# María Garisoain
María Julia Garisoain (* 22. Juli 1971 in Buenos Aires) ist eine ehemalige argentinische Leichtgewichts-Ruderin. Sie gewann im Leichtgewichts-Einer zwei Medaillen bei Weltmeisterschaften.

## Sportliche Karriere
Die 1,62 m große María Garisoain trat bei den Olympischen Spielen 1996 zusammen mit Dolores Amaya im Doppelzweier ohne Gewichtsbeschränkung an und schied im Hoffnungslauf aus. Bei den Weltmeisterschaften 1997 startete sie im Leichtgewichts-Einer und belegte den sechsten Platz. Bei den Weltmeisterschaften 1998 in Köln siegte die Schweizerin Pia Vogel vor der Französin Bénédicte Dorfman-Luzuy, dahinter erhielt María Garisoain die Bronzemedaille. Ebenfalls Bronze gewann Garisoain bei den Weltmeisterschaften 1999 in St. Catharines; erneut siegte Pia Vogel, Silber erhielt die Amerikanerin Lisa Schlenker.
Da der Leichtgewichts-Einer keine olympische Bootsklasse ist, wechselte Garisoain 2000 in den Leichtgewichts-Doppelzweier. Zusammen mit Marisa Peguri erreichte sie bei der olympischen Regatta in Sydney das C-Finale und belegte in der Gesamtwertung den 18. Platz. 2001 trat María Garisoain noch einmal im Leichtgewichts-Einer an und belegte beim Ruder-Weltcup in Wien den dritten Rang.
María Garisoain gewann drei Goldmedaillen bei Panamerikanischen Spielen: 1995 siegte sie im Leichtgewichts-Einer, 1999 gewann sie im Leichtgewichts-Einer und zusammen mit Marisa Peguri, Patricia Conte und Elina Urbano im Leichtgewichts-Doppelvierer.